# سيتار محمود
سيتار محمود (بالفارسية: سیتار محمود) هي قرية تقع في دشتياري في إيران. يقدر عدد سكانها بـ 563 نسمة بحسب إحصاء 2016.